# Krňany
Krňany (deutsch Krinian) ist eine Gemeinde in Tschechien. Sie liegt 27 Kilometer südlich des Stadtzentrums von Prag und gehört zum Okres Benešov. 

## Geographie
Krňany befindet sich im Norden der Středočeská pahorkatina zwischen den Tälern der Moldau und  Sázava im Quellgebiet des Moldauzuflusses Krňanský potok. Nördlich erheben sich die Hügel Kabát (398 m) und Kněžoles (362 m), im Nordosten Na Komáru (403 m) und im Osten die Habrovka (410 m). Über dem mit dem Stausee Štěchovice gefluteten Moldautal liegen der Máj (448 m) und der Kolátov (424 m) im Südwesten und der Kletecko (371 m) im Westen.
Nachbarorte sind Luka pod Medníkem und Rakousy im Norden, Kamenný Přívoz und Hostěradice im Nordosten, Nová Ves und Vensov im Osten, Maskovice und Netvořice im Südosten, Větrov, Chlísov und Teletín im Süden, Nové Třebenice im Südwesten, Štěchovice im Westen sowie Norbertinka, Závist und Třebsín im Nordwesten. 

## Geschichte
Archäologische Funde, die der keltischen Stradonitzer Kultur zuzuordnen sind, belegen eine Besiedlung der Gegend seit 400 v. Chr. Bei Rakousy wurden Goldseifen und Scherben gefunden, die mit dem keltischen oppidum Hostěradice in Verbindung gebracht werden. Es wird angenommen, dass die Gegend im 1. Jahrtausend v. Chr. durch die Knovízer Kultur besiedelt wurde. Der ursprüngliche Ortsname Krnian ist keltischen Ursprungs.
Die erste urkundliche Erwähnung von Krnian stammt aus dem Jahre 1061 und weist das Dorf als Besitz des Klosters Insula aus.
Während der Hussitenkriege war der Ort einer der ersten, der zur neuen Lehre überwechselte. 1419 zog der Tross der Hussiten auf dem Weg nach Prag durch Krnian zum Hauptlager in Křížkový Újezdec, wo Václav Koranda predigte. Entlang der Moldau entstanden im 16. Jahrhundert Flößersiedlungen. In den letzten Jahren des Dreißigjährigen Krieges zogen schwedische und kaiserliche Truppen von Zbraslav über Krňany in Richtung Benešov, wo sie 1645 in der Schlacht bei Jankau aufeinandertrafen.
Nach der Aufhebung der Patrimonialherrschaften bildete Krňany mit den Ortsteilen Třebšín und Dolní Rakousy ab 1848 eine Gemeinde im Gerichtsbezirk Neweklau bzw. im Bezirk Benešov. 1912 führte der Besitzer des Hofes Chlístov die Gartenerdbeere aus den USA ein und begann mit dem Anbau. In den 1920er Jahren erlangte Třebšín seine Selbstständigkeit. Während dieser Zeit wurde als Hochwasserschutzmaßnahme der Krňanský potok reguliert. 1926 nahm die Dorfschule den Unterricht auf. Während des Zweiten Weltkrieges erfolgte 1942 die Zwangsräumung der Gemeinde zur Errichtung des SS-Truppenübungsplatzes Beneschau. Im Mai 1945 wurde Krňany wieder besiedelt. Am 1. Jänner 1961 erfolgte die Eingemeindung von Třebsín sowie die Umgemeindung von Teletín mit Chlístov, das bis dahin zu Vysoký Újezd gehört hatte. Am 1. Juli 1974 wurde die Gemeinde in den Okres Praha-západ umgegliedert, seit dem Beginn des Jahres 1996 gehört sie wieder zum Okres Benešov.
Von den 341 Einwohnern der Gemeinde leben in Krňany 167, in Třebsín 106 und in Teletín 68. 
Krňany ist heute vor allem ein Erholungsort mit zahlreichen  Ferienhäusern.

## Gemeindegliederung
Die Gemeinde Krňany besteht aus den Ortsteilen Krňany (Krinian), Teletín (Teletin) und Třebsín (Trebsin) sowie den Ansiedlungen Chlístov, Hubičkův Luh, Norbertinka, Šejtovka, Slapnice, Suchá Louka, V Zahrádkách, Závist und der Einzelsiedlung Smrčí.

## Sehenswürdigkeiten
- Smetanova výhled, Aussichtspunkt über der Moldauschleife am Kletecko
- Aussichtspunkt Máj über der Moldauschleife beim Felsen Bílá skála
- Kapellen in Krňany und Třebsín
- Gedenkstein für die Opfer des KZ Hradischko, im Wald zwischen Závist und Hradištko am Standort des Lagers